# Göteryds distrikt
Göteryds distrikt är ett distrikt i Älmhults kommun och Kronobergs län. Distriktet ligger väster om Älmhult. 

## Tidigare administrativ tillhörighet
Distriktet inrättades 2016 och utgörs av socknen Göteryd i Älmhults kommun.
Området motsvarar den omfattning Göteryds församling hade 1999/2000.